# Herb gminy Korzenna
Herb gminy Korzenna – jeden z symboli gminy Korzenna, autorstwa Włodzimierza Chorązkiego i Barbary Widłak, ustanowiony 27 kwietnia 2006

## Wygląd i symbolika
Herb przedstawia na tarczy w polu czerwonym złotą karpę, nad nim złote strzemię. Herb nawiązuje do rodziny Korzyńskich herbu Strzemię, właścicieli Korzennej w II połowie XIV wieku.